# Диоген Аполонийски
Диоген Аполонийски или Диоген от Аполония (гр.: Διογένης ὁ Ἀπολλωνιάτης) е древногръцки философ и учен, причисляван към предсократиците. Родният му град е Аполония Понтийска (днешният Созопол)и разцветът му е около 425 г. пр.н.е. От неговите съчинения са запазени фрагменти, които са били коментирани в античността.

## Биография
Сведенията за Диоген Аполонийски са откъслечни, като основно се сеждат до главата написана за него в Животът на философите кн.(IX.57).
Според предаденото, той е син на Аполотемис и бил ученик на Анаксимен. Живял в Аполония, но и пребивавал дълго в Атина, а там станал изключително известен, макар и да не бил обичан. Негови възгледи изглежда са използвани от Аристофан в комедията Облаци.

## Учение
Счита се, че Диоген Аполонийски е бил монист, при все че има неяснота какво според него е субстанцията на всичко съществуващо. Неговите възгледи са упоменати в коментари на Симпликий към книги на Аристотел.
Освен като за философ, за Диоген Аполонийски е писано и във връзка с медицината.